# ویلیام فریزگرین
ویلیام فریزگرین (به انگلیسی: William Friese-Greene) (زاده ۱۸۵۵ – مرگ ۱۹۲۱) عکاس پرتره اهل انگلستان بود که از او به عنوان پیشتاز در صنعت تصویر متحرک نیز یاد می‌شود. هرچند وی مخترع فیلمبرداری نبود اما کارش دنباله کارهای لویی لو پرنس بود که نخستین تصویر متحرک را در سال ۱۸۸۸ میلادی ضبط و به نمایش درآورد.